# Ron-Robert Zieler
Ron-Robert Zieler (Colonia, 12 febbraio 1989) è un calciatore tedesco, portiere del Colonia. Con la nazionale tedesca si è laureato campione del mondo nel 2014.

## Carriera

### Club
Zieler inizia a giocare a calcio con la formazione della sua città natale, il Viktoria Colonia, per poi passare nel 2001 ai più blasonati concittadini del Colonia. Nel luglio del 2005 si trasferisce in Inghilterra al Manchester Utd.
Nella prima stagione a Manchester gioca con la formazione Under-18 dei Red Devils, con la quale colleziona 22 presenze. L'annata successiva debutta nel campionato riserve inglese, nella partita contro lo Sheffield Utd del 15 marzo 2007. Nella stagione 2007-2008 Zieler emerge come uno dei migliori elementi della formazione riserve dei mancuniani. All'inizio dell'annata 2008-2009 il portiere viene inserito in prima squadra; debutta in Football League Cup il 23 settembre 2008, nella partita giocata contro il Middlesbrough.
Il 26 novembre 2008 Zieler passa in prestito al Northampton Town fino alla fine dell'anno; successivamente, il prestito viene prolungato dapprima fino al 31 gennaio e poi al 25 febbraio 2009. Il tedesco debutta con i Cobblers il successivo 21 febbraio. Alla fine del prestito torna a Manchester e si aggrega alla squadra riserve.
Il 22 aprile 2010, a seguito di un periodo di prova, Zieler si accorda con la squadra tedesca dell'Hannover 96. Le buone prestazioni inducono l'allenatore dei Roten a farlo debuttare in Bundesliga il 16 gennaio 2011, contro l'Eintracht Francoforte. Dopo sei anni ad Hannover, il 1º luglio 2016 torna in Inghilterra passando al Leicester City per 3,5 milioni di euro.
Tuttavia la sua esperienza a Leicester termina dopo un anno in quanto l'11 luglio 2017 torna in patria firmando per il neopromosso Stoccarda.
Il 17 giugno 2019 fa ritorno all'Hannover 96.
Il 13 agosto 2020 viene ceduto in prestito al Colonia.
Dopo essere tornato all'Hannover e averci trascorso quattro stagioni ritorna di nuovo al Colonia firmando un contratto biennale valido fino al 2027.

### Nazionale
Debutta con la nazionale tedesca l'11 novembre 2011 a Kiev contro L'Ucraina.
Convocato per il Mondiale 2014, il 13 luglio 2014 si laurea campione del mondo dopo la vittoria in finale sull'Argentina per 1-0, ottenuta grazie al goal decisivo di Götze durante i tempi supplementari.

## Statistiche

### Presenze e reti nei club
Statistiche aggiornate al 7 luglio 2025.
| Stagione         | Squadra          | Campionato       | Campionato | Campionato | Coppe nazionali | Coppe nazionali | Coppe nazionali | Coppe continentali | Coppe continentali | Coppe continentali | Altre coppe | Altre coppe | Altre coppe | Totale | Totale |
| Stagione         | Squadra          | Comp.            | Pres.      | Reti       | Comp.           | Pres.           | Reti            | Comp.              | Pres.              | Reti               | Comp.       | Pres.       | Reti        | Pres.  | Reti   |
| ---------------- | ---------------- | ---------------- | ---------- | ---------- | --------------- | --------------- | --------------- | ------------------ | ------------------ | ------------------ | ----------- | ----------- | ----------- | ------ | ------ |
| nov. 2008-2009   | Northampton Town | FL1              | 2          | -3         | FACup+CdL       | -               | -               | -                  | -                  | -                  | FLT         | -           | -           | 2      | -3     |
| 2009-2010        | Manchester Utd   | PL               | 0          | 0          | FACup+CdL       | 0               | 0               | UCL                | 0                  | 0                  | CS          | 0           | 0           | 0      | 0      |
| 2010-2011        | Hannover 96 II   | RL               | 15         | -15        | -               | -               | -               | -                  | -                  | -                  | -           | -           | -           | 15     | -15    |
| 2010-2011        | Hannover 96      | BL               | 15         | -11        | CG              | 0               | 0               | -                  | -                  | -                  | -           | -           | -           | 15     | -11    |
| 2011-2012        | Hannover 96      | BL               | 34         | -45        | CG              | 2               | -1              | UEL                | 13                 | -15                | -           | -           | -           | 49     | -61    |
| 2012-2013        | Hannover 96      | BL               | 34         | -62        | CG              | 3               | -7              | UEL                | 12                 | -16                | -           | -           | -           | 49     | -85    |
| 2013-2014        | Hannover 96      | BL               | 34         | -59        | CG              | 2               | -4              | -                  | -                  | -                  | -           | -           | -           | 36     | -63    |
| 2014-2015        | Hannover 96      | BL               | 34         | -56        | CG              | 2               | -3              | -                  | -                  | -                  | -           | -           | -           | 36     | -59    |
| 2015-2016        | Hannover 96      | BL               | 34         | -62        | CG              | 2               | -2              | -                  | -                  | -                  | -           | -           | -           | 35     | -61    |
| 2016-2017        | Leicester City   | PL               | 9          | -16        | FACup+CdL       | 2+1             | -2 + -4         | UCL                | 1                  | -1                 | CS          | 0           | 0           | 13     | -23    |
| 2017-2018        | Stoccarda        | BL               | 34         | -36        | CG              | 3               | -6              | -                  | -                  | -                  | -           | -           | -           | 37     | -42    |
| 2018-2019        | Stoccarda        | BL               | 34+2       | -70 + -2   | CG              | 1               | -2              | -                  | -                  | -                  | -           | -           | -           | 37     | -74    |
| Totale Stoccarda | Totale Stoccarda | Totale Stoccarda | 68+2       | -106 + -2  |                 | 4               | -8              |                    | -                  | -                  |             | -           | -           | 74     | -116   |
| 2019-2020        | Hannover 96      | 2L               | 31         | -45        | CG              | 1               | -2              | -                  | -                  | -                  | -           | -           | -           | 32     | -47    |
| 2020-2021        | Colonia          | 2L               | 1          | -1         | CG              | 0               | 0               | -                  | -                  | -                  | -           | -           | -           | 1      | -1     |
| 2021-2022        | Hannover 96      | 2L               | 25         | -31        | CG              | 2               | -4              | -                  | -                  | -                  | -           | -           | -           | 27     | -35    |
| 2022-2023        | Hannover 96      | 2L               | 34         | -55        | CG              | 0               | 0               | -                  | -                  | -                  | -           | -           | -           | 34     | -55    |
| 2023-2024        | Hannover 96      | 2L               | 34         | -44        | CG              | 0               | 0               | -                  | -                  | -                  | -           | -           | -           | 34     | -44    |
| 2024-2025        | Hannover 96      | 2L               | 34         | -36        | CG              | 0               | 0               | -                  | -                  | -                  | -           | -           | -           | 34     | -36    |
| Totale Hannover  | Totale Hannover  | Totale Hannover  | 343        | -506       |                 | 14              | -23             |                    | 25                 | -31                |             | -           | -           | 382    | -560   |
| Totale carriera  | Totale carriera  | Totale carriera  | 440        | -649       |                 | 21              | -37             |                    | 26                 | -32                |             | 0           | 0           | 487    | -718   |

### Cronologia presenze e reti in Nazionale
| Cronologia completa delle presenze e delle reti in nazionale ― Germania | Cronologia completa delle presenze e delle reti in nazionale ― Germania | Cronologia completa delle presenze e delle reti in nazionale ― Germania | Cronologia completa delle presenze e delle reti in nazionale ― Germania | Cronologia completa delle presenze e delle reti in nazionale ― Germania | Cronologia completa delle presenze e delle reti in nazionale ― Germania | Cronologia completa delle presenze e delle reti in nazionale ― Germania | Cronologia completa delle presenze e delle reti in nazionale ― Germania |
| Data                                                                    | Città                                                                   | In casa                                                                 | Risultato                                                               | Ospiti                                                                  | Competizione                                                            | Reti                                                                    | Note                                                                    |
| ----------------------------------------------------------------------- | ----------------------------------------------------------------------- | ----------------------------------------------------------------------- | ----------------------------------------------------------------------- | ----------------------------------------------------------------------- | ----------------------------------------------------------------------- | ----------------------------------------------------------------------- | ----------------------------------------------------------------------- |
| 11-11-2011                                                              | Kiev                                                                    | Ucraina                                                                 | 3 – 3                                                                   | Germania                                                                | Amichevole                                                              | -3                                                                      |                                                                         |
| 15-8-2012                                                               | Francoforte                                                             | Germania                                                                | 1 – 3                                                                   | Argentina                                                               | Amichevole                                                              | -                                                                       | 30’                                                                     |
| 13-5-2014                                                               | Amburgo                                                                 | Germania                                                                | 0 – 0                                                                   | Polonia                                                                 | Amichevole                                                              | -                                                                       | 46’                                                                     |
| 18-11-2014                                                              | Vigo                                                                    | Spagna                                                                  | 0 – 1                                                                   | Germania                                                                | Amichevole                                                              | -                                                                       |                                                                         |
| 25-3-2015                                                               | Kaiserslautern                                                          | Germania                                                                | 2 – 2                                                                   | Australia                                                               | Amichevole                                                              | -2                                                                      |                                                                         |
| 10-6-2015                                                               | Colonia                                                                 | Germania                                                                | 1 – 2                                                                   | Stati Uniti                                                             | Amichevole                                                              | -2                                                                      |                                                                         |
| Totale                                                                  |                                                                         | Presenze                                                                | 6                                                                       |                                                                         | Reti                                                                    | -7                                                                      |                                                                         |

## Palmarès

### Nazionale
- Campionato d'Europa Under-19: 1

Repubblica Ceca 2008
- Campionato mondiale: 1

Brasile 2014